# Volta Limburg Classic 2019
Volta Limburg Classic 2019 var den 46. udgave af cykelløbet Volta Limburg Classic. Løbet var en del af UCI Europe Tour-kalenderen og blev arrangeret 6. april 2019. Løbet blev vundet af schweiziske Patrick Müller fra Vital Concept-B&B Hotels på målfoto.

## Hold og ryttere
| UCI Professionelle kontinentalthold (7)- Israel Cycling Academy - Riwal Readynez - Roompot-Charles - Sport Vlaanderen-Baloise - Vital Concept-B&B Hotels - Wallonie Bruxelles - Wanty-Groupe Gobert UCI Kontinentalhold (17)- Alecto - BEAT Cycling Club - Canyon DHB p/b Bloor Homes - CCC Development Team - Development Team Sunweb - Joker Fuel of Norway - Leopard - Madison Genesis - Metec-TKH Continental Cyclingteam p/b Mantel - Monkey Town-à Bloc CT - Tarteletto-Isorex - Cibel-Cebon - Differdange-GeBa - Lotto-Kern-Haus - Waoo - Vlasman CT - Bike Aid |
| |

### Danske ryttere
| - Jonas Aaen Jørgensen kørte for Riwal Readynez Cycling Team - Torkil Veyhe kørte for Riwal Readynez Cycling Team - Alexander Kamp kørte for Riwal Readynez Cycling Team - Emil Vinjebo kørte for Riwal Readynez Cycling Team - Mathias Norsgaard Jørgensen kørte for Riwal Readynez Cycling Team - Rasmus Bøgh Wallin kørte for Riwal Readynez Cycling Team - Ludvig Anton Wacker kørte for Development Team Sunweb | - Rasmus Guldhammer kørte for Team Waoo - Andreas Hyldgaard kørte for Team Waoo - Johan Langballe kørte for Team Waoo - Jesper Schultz kørte for Team Waoo - Frederik Thomsen kørte for Team Waoo - Silas Zacharias Clemmensen kørte for Team Waoo |

## Resultater
| \| Samlede stilling \| Samlede stilling \| Samlede stilling \| Samlede stilling \| Samlede stilling \| \| Rytter \| Rytter \| Hold \| Tid \| \| \| ---------------- \| ------------------ \| ------------------------ \| ---------------- \| ---------------- \| \| 1. \| Patrick Müller \| Vital Concept-B&B Hotels \| 4t 53' 11" \| \| \| 2. \| Justin Jules \| Wallonie Bruxelles \| + 0" \| \| \| 3. \| Ben Hermans \| Israel Cycling Academy \| + 4" \| \| \| 4. \| Quentin Pacher \| Vital Concept-B&B Hotels \| + 25" \| \| \| 5. \| Rasmus Guldhammer \| Waoo \| + 29" \| \| \| 6. \| Ole Forfang \| Joker Fuel of Norway \| + 50" \| \| \| 7. \| Lennert Teugels \| Cibel \| + 52" \| \| \| 8. \| Kevin Deltombe \| Sport Vlaanderen-Baloise \| + 52" \| \| \| 9. \| Mathijs Paasschens \| Wallonie Bruxelles \| + 52" \| \| \| 10. \| Piotr Havik \| BEAT Cycling Club \| + 52" \| \| |                    |                          |            |
| |                    |                          |            |
| Kilde: ProCyclingStats |                    |                          |            |
| Samlede stilling |                    |                          |            |
| Rytter | Rytter             | Hold                     | Tid        |
| 1. | Patrick Müller     | Vital Concept-B&B Hotels | 4t 53' 11" |
| 2. | Justin Jules       | Wallonie Bruxelles       | + 0"       |
| 3. | Ben Hermans        | Israel Cycling Academy   | + 4"       |
| 4. | Quentin Pacher     | Vital Concept-B&B Hotels | + 25"      |
| 5. | Rasmus Guldhammer  | Waoo                     | + 29"      |
| 6. | Ole Forfang        | Joker Fuel of Norway     | + 50"      |
| 7. | Lennert Teugels    | Cibel                    | + 52"      |
| 8. | Kevin Deltombe     | Sport Vlaanderen-Baloise | + 52"      |
| 9. | Mathijs Paasschens | Wallonie Bruxelles       | + 52"      |
| 10. | Piotr Havik        | BEAT Cycling Club        | + 52"      |